# San Andrés Tuxtla
San Andrés Tuxtla ist eine Stadt im Südosten des mexikanischen Bundesstaats Veracruz. San Andrés Tuxtla ist Verwaltungssitz des Municipio San Andrés Tuxtla und hat etwa 60.000 Einwohner.

## Geographie
Lage
San Andrés Tuxtla liegt in den nordwestlichen Ausläufern der Sierra de los Tuxtlas etwa 30 Kilometer von der mexikanischen Golfküste entfernt in einer Höhe von ca. 280 m ü. d. M. Die Stadt ist knapp 525 Fahrtkilometer in südöstlicher Richtung von Mexiko-Stadt entfernt; Veracruz, die ehemalige Hauptstadt des Bundesstaates, befindet sich knapp 160 Kilometer in nordwestlicher Richtung. Die kleinere, aber reizvollere Nachbarstadt Santiago Tuxtla befindet sich nur etwa 16 km in westlicher Richtung entfernt.
Geologie
Die Böden in der Region sind meist vulkanischen Ursprungs, wenngleich die Vulkanberge der Umgebung als erloschen gelten. Die vulkanischen Aktivitäten haben sich bereits seit tausenden von Jahren weiter nach Nordwesten in die Sierra Volcánica Transversal verlagert.
Klima
Die Jahresdurchschnittstemperaturen liegen bei etwa 24 bis 26 °C bei einer Niederschlagsmenge, die zwischen 1400 und 3600 mm jährlich schwanken kann. Die Luftfeuchtigkeit ist meist entsprechend hoch.

## Bevölkerung
Die Stadt San Andrés Tuxtla hat um die 62.000 Einwohner. Davon sind etwa 80 % katholisch, doch hat in jüngster Zeit der Einfluss amerikanisch-evangelikaler Sekten deutlich zugenommen. Auf dem umgebenden Land spielen auch vorchristliche Kultpraktiken immer noch eine gewisse Rolle.

## Wirtschaft
Während die Bevölkerung im Umland hauptsächlich vom Ackerbau (Mais, Zuckerrohr, Bohnen etc.) und von der Viehzucht (Rinder, Schweine, Truthähne) lebt, bildet die Stadt das handwerkliche, merkantile und kulturelle Zentrum der Region. Von nicht zu unterschätzender Bedeutung ist auch der zu Beginn des 19. Jahrhunderts von kubanischen und deutschen Einwanderern eingeführte Tabakanbau – die teilweise noch per Hand gerollten Zigarren der Region genießen weltweit einen guten Ruf. In den letzten Jahrzehnten hat der Dienstleistungssektor (Banken, Versicherungen, Schulen, Krankenhäuser, Tourismus etc.) einen deutlichen Aufschwung erlebt, dennoch gilt die Region der Tuxtlas für mexikanische Verhältnisses als eher rückständig und arm.

## Geschichte
In dem schwülheißen, aber im Zusammenspiel mit den mineralreichen Böden insgesamt sehr fruchtbaren Landstrich reichen menschliche Niederlassungen weit zurück. Mit den Olmeken entstand hier eine der ersten und gleichzeitig bedeutendsten Hochkulturen Mesoamerikas, von denen Impulse für den Bau von Tempelpyramiden ebenso ausgingen wie für die Entwicklung der präkolumbianischen Bildhauerei und des Kalenders. Die etwa 49 km westlich gelegene Kultstätte Tres Zapotes gehört zu den am längsten kontinuierlich besiedelten Plätzen Mexikos. Die spanischen Conquistadoren kamen um 1520 in die Gegend, wo sie auf eine bereits bestehenden indianische Siedlung mit Namen Tzacoalco trafen, die sie nach dem Apostel Andreas umbenannten. Sie gehörte zum Besitz des im Jahr 1529 zum Marqués del Valle de Oaxaca ernannten Eroberers Hernán Cortés. Im Jahr 1959 wurde die rapide gewachsene Stadt von Papst Johannes XXIII. zum Bischofssitz erhoben.

## Sehenswürdigkeiten
- Die Stadt hat – anders als die kleinere Nachbarstadt Santiago Tuxtla – keinerlei kolonialen Charme.
- Die heutige Kathedrale ist dem hl. Josef und dem Apostel Andreas (San José y San Andrés) geweiht. Es ist ein zweitürmiger Kirchenbau mit drei Schiffen und einer überkuppelten Vierung aus dem späten 19. Jahrhundert.
- Im Jahr 2008 wurde ein Regionalmuseum eingeweiht, das sich – neben der Präsentation einiger präkolumbianischer Jadeschmuckstücke, Keramiken und Kleinskulpturen – hauptsächlich mit regionalen Dingen (Kolonialzeit, Tabak etc.) beschäftigt.[1]
- Der Eyipantla-Wasserfall (Salto de Eyipantla) ist ein beliebtes Ausflugsziel.
- Zum Gemeindegebiet gehören auch einige Strände an der Golfküste.

## Partnerstädte
- Pharr, Texas USA
- Quiroga, Michoacán, Mexiko
- Santiago Tuxtla, Veracruz, Mexiko

## Söhne und Töchter der Stadt
- Ulises Carrión (1941–1989), Künstler, Schriftsteller und Buchhändler